# Henk Norel
Henk Norel (Amesterdão, 17 de setembro de 1987) é um basquetebolista profissional neerlandês que atualmente defende o Breogán na Liga Endesa.

## Prêmios e Títulos

### Clubes
- Campeão da FIBA Eurocopa 2006-07 com o DKV Joventut
- Campeão da Liga EBA com o Club Bàsquet Prat
- Campeão da Copa Príncipe de Astúrias com o Alicante Costa Blanca

### Pessoais
- Jogador da Rodada 27 da Temporada 2012-13 da Liga Endesa com o CAI Zaragoza
- Jogador da Rodada 2 da Temporada 2017-18 da Liga Endesa com o Gipuzkoa
- Jogador da Rodada 3 da Temporada 2017-18 da Liga Endesa com o Gipuzkoa
- Jogador do Mes de Outubro da Temporada 2017-18 da Liga Endesa com o Gipuzkoa
- Jogador mais valorado da Temporada 2017-18 da Liga Endesa com o Gipuzkoa
- Quinteto ideial da Temporada 2017-18 da Liga Endesa com o Gipuzkoa